# Epitoniidae
Epitoniidae (nomeados, em inglês, wentletraps -pl.; nome derivado do alemão wendeltreppe, cujo significado, traduzido para o português, é "escada em espiral", devido à forma de suas conchas, e assim também denominadas staircase shells ou ladder shells -pl.; em português - PRT -, escalárias -pl.; em castelhano, escalas ou escalarias -pl.; daí também provindo sua antiga denominação científicaː Scalariidae Lamarck, 1812) é uma família de moluscos gastrópodes, marinhos e carnívoros, que se alimentam de cnidários como anêmonas do mar, caravelas-portuguesas e corais; agora também incluindo as distintas espécies não-bentônicas, mas de habitat pelágico, da obsoleta família Janthinidae, após o ano de 2017. Foram classificados por Samuel Stillman Berry - no texto de 1910ː "[Review of] Report on a collection of shells from Peru, with a summary of littoral marine Mollusca of the Peruvian zoological province. By William Healey Dall, 1909, Proc. USNM, 37, pp. 147–294, pls. 20–28"; publicado em The Nautilus. 23(10), páginas 130-132 - e pertencem à subclasse Caenogastropoda, sendo os únicos representantes da superfamília Epitonioidea. Sua distribuição geográfica abrange principalmente os oceanos tropicais da Terra, embora algumas espécies sejam adaptadas a ambientes mais frios, como a Antártida, em locais de águas rasas a muito profundas, incluindo a zona abissal. Algumas espécies são ectoparasitas e vivem junto à base dos cnidários, estendendo sua longa probóscide até os tentáculos e retirando pequenos pedaços de tecido, sem ocasionar a morte do seu hospedeiro.

## Descrição da concha
Compreende, em sua quase totalidade, caramujos ou búzios de conchas cônico-pontiagudas, fusiformes e com espiral geralmente alta, solta ou firmemente enrolada; normalmente pequenas e sem coloração (raramente castanhas), com poucas atingindo tamanhos superiores aos 5 centímetros de comprimento; cobertas com um relevo muito esculpido, em sua maioria, geralmente com costelas axiais, regularmente ou mais ou menos espaçadas, ou com varizes, todas assim formadas como expansões dos lábios externos em pausas anteriores do crescimento do animal; em alguns casos com costelas ou estrias em espiral também presentes. Sua abertura pode ser totalmente arredondada, circular ou oval, e também podem apresentar conchas umbilicadas. Protoconcha lisa. Não possuem canal sifonal e seu opérculo é córneo e circular, com finas e poucas voltas espirais e com núcleo quase central.

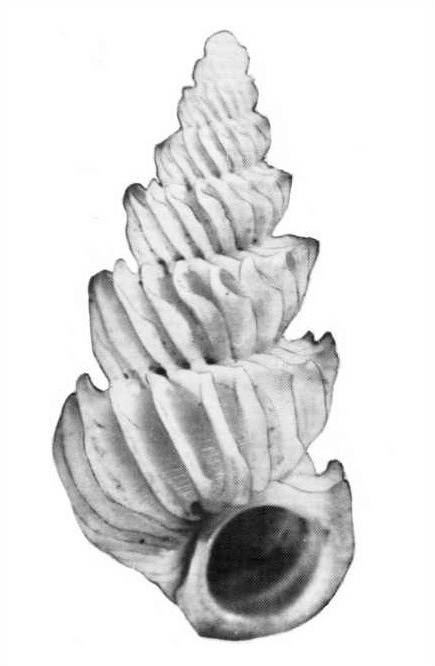
Concha do holótipo de Epitonium heloris (Iredale, 1936); espécime da coleção do Museu Australiano, em Nova Gales do Sul.

## Descrição do animal e características dosJanthinidae
O animal dos Epitoniidae possui o pé curto, truncado na frente e estendendo-se muito à frente da sua cabeça; com olhos do lado externo, próximos à base dos tentáculos, que são longos, estreitos e próximos. Margem do manto simples, com dobra sifonal rudimentar. Suas mandíbulas são ovais ou semicirculares e a rádula é do tipo ptenoglossa. Em Janthina e Recluzia (gêneros que pertenceram aos Janthinidae) os animais são cegos e passam sua vida na zona epipelágica ou nêuston (superfície dos oceanos) de mares tropicais, se alimentando de Physalia, Porpita e Velella, ou de Minyadidae flutuantes, e suspensos por uma bolsa de bolhas de ar revestidas por muco endurecido. Suas conchas são comumente roxas e com espiral baixa, leves, globosas e bastante frágeis, de abertura subquadrada e sem opérculo. Tanto estes gêneros citados quanto os Epitoniidae mais tradicionais podem secretar uma secreção púrpura ou violeta. Tal substância parece anestesiar a presa para facilitar a digestão.

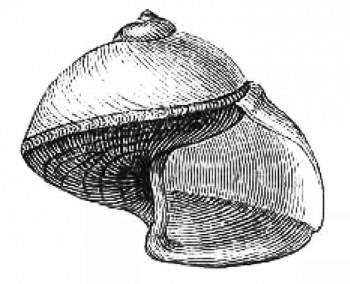
Ilustração da concha do Epitoniidae Janthina janthina (Linnaeus, 1758)[27], uma espécie epipelágica de cor roxa.

## Reprodução
Os membros desta família são hermafroditas protândricos; onde os órgãos sexuais masculinos atingem a maturidade sexual primeiro, produzindo espermatozoides e assim, à medida que crescem, as gônadas convertem-se em órgãos sexuais femininos, que passam a produzir óvulos.

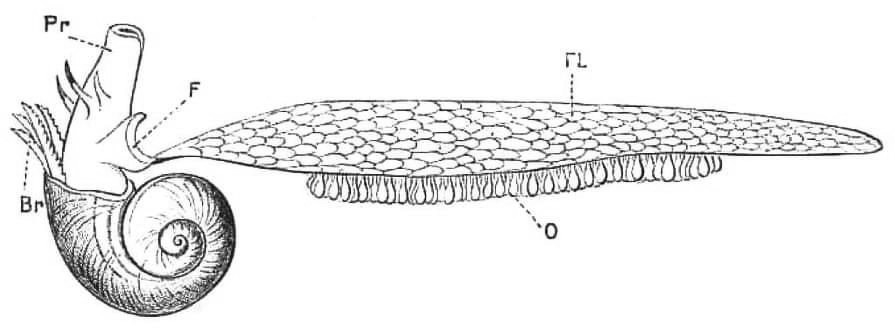
Ilustração de Janthina janthina (Linnaeus, 1758)[27] com o animal ("FL": flutuador; "O": ovos; "Pr": probóscide; "Br": brânquias; "F": pé); retirada de Molluscs, Cambridge Natural History, v.3 (1895).

## Classificação deEpitoniidae
De acordo com o World Register of Marine Species, suprimidos os sinônimos e gêneros extintos.
Acirsa Mörch, 1857
Acrilla H. Adams, 1860
Acrilloscala Sacco, 1890
Alexania Strand, 1928
Alora H. Adams, 1861
Amaea H. Adams & A. Adams, 1853
Boreoscala Kobelt, 1902
Chuniscala Thiele, 1928
Cirsotrema Mörch, 1852
Clathroscala de Boury, 1890
Claviscala de Boury, 1909
Couthouyella Bartsch, 1909
Cycloscala Dall, 1889
Cylindriscala de Boury, 1909
Eccliseogyra Dall, 1892
Eglisia Gray, 1842
Epidendrium A. Gittenberger & E. Gittenberger, 2005
Epifungium A. Gittenberger & E. Gittenberger, 2005
Epitonium Röding, 1798
Filiscala de Boury, 1911
Fragilopalia Azuma, 1972
Globiscala de Boury, 1909
Gregorioiscala Cossmann, 1912
Gyroscala de Boury, 1887
Iphitus Jeffreys, 1883
Janthina Röding, 1798
Kurodacirsa Masahito & Habe, 1975
Minabescala Nakayama, 1994
Murdochella Finlay, 1926
Narrimania Taviani, 1984
Narvaliscala Iredale, 1936
Opalia H. Adams & A. Adams, 1853
Opaliopsis Thiele, 1928
Papuliscala de Boury, 1911
Periapta Bouchet & Warén, 1986
Proscala Cossmann, 1912
Punctiscala de Boury, 1890
Recluzia Petit de la Saussaye, 1853
Rectacirsa Iredale, 1936
Rutelliscala Kilburn, 1985
Sthenorytis Conrad, 1863
Surrepifungium A. Gittenberger & E. Gittenberger, 2005
Variciscala de Boury, 1909

## Ilustrações de espécies deEpitoniidae

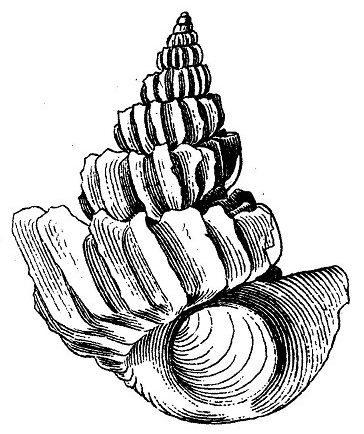
Sthenorytis pernobilis (P. Fischer & Bernardi, 1857), espécie do golfo do México e mar do Caribe.
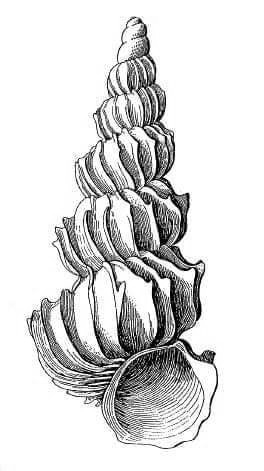
Epitonium bellicosum Hedley, 1907, espécie do sudeste da Austrália (NSW, Vitória) e da Tasmânia.
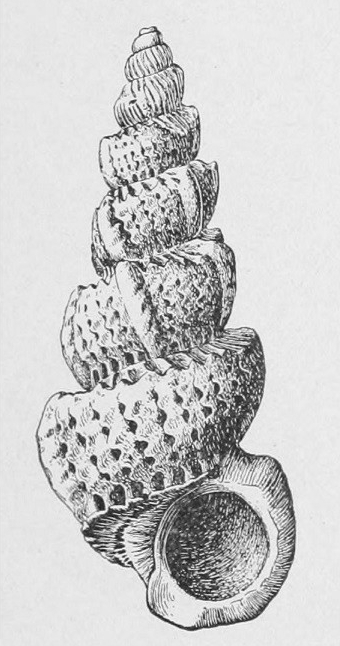
Cirsotrema pumiceum (Brocchi, 1814), espécie dos Açores ao mar Mediterrâneo, Cabo Verde e Angola.
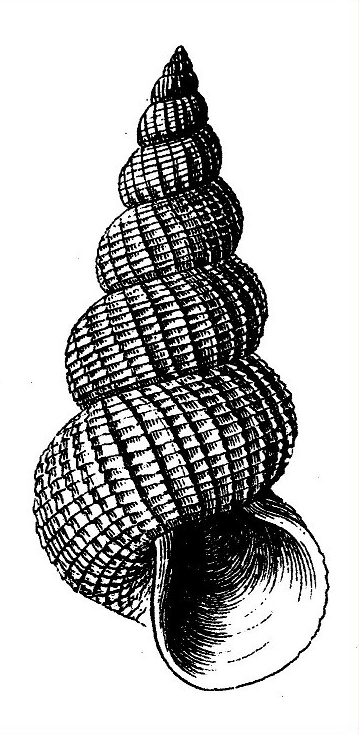
Eccliseogyra formosissima (Jeffreys, 1884), espécie do Golfo do México e sudeste dos Estados Unidos.
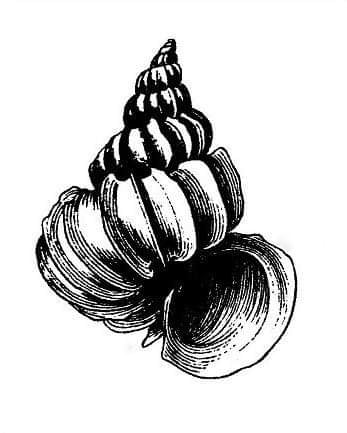
Epitonium krebsii (Mörch, 1875), espécie do golfo do México e mar do Caribe[32] à região sudeste do Brasil.